# クライン (小惑星)
クライン (1982 Cline) は小惑星帯の小惑星。エレノア・ヘリンがパロマー天文台で発見した。
ヘリンの友人のエドウィン・クラインに因んで名付けられた。